# Malul
Malul (arab. معلول) – nieistniejąca już arabska wieś, która była położona w Dystrykcie Nazaretu w Mandacie Palestyny. Wieś została wyludniona i zniszczona podczas I wojny izraelsko-arabskiej, po ataku Sił Obronnych Izraela w dniu 15 lipca 1948 roku.

## Położenie
Malul leżała w Dolnej Galilei, w odległości 6 kilometrów na zachód od miasta Nazaret. Według danych z 1945 do wsi należały ziemie o powierzchni 4 698 ha. We wsi mieszkało wówczas 770 osób.
| własność gruntów | powierzchnia gruntów (hektary) |
| ---------------- | ------------------------------ |
| Arabowie         | 1 949                          |
| Żydzi            | 2 719                          |
| publiczne        | 30                             |
| Razem            | 4 698                          |

| Rodzaj użytkowanych gruntów | Arabowie (hektary) | Żydzi (hektary) |
| --------------------------- | ------------------ | --------------- |
| uprawy oliwek               | 700                | 0               |
| uprawy nawadniane           | 650                | 0               |
| uprawy zbóż                 | 784                | 2 678           |
| nieużytki                   | 516                | 6               |
| zabudowane                  | 29                 | 35              |

## Historia
Krzyżowcy nazywali tutejszą osadę Maula. W 1596 wieś liczyła 77 mieszkańców, którzy utrzymywali się z upraw pszenicy i jęczmienia, oraz hodowli kóz i uli. W okresie panowania Brytyjczyków Malul była małą wsią. Znajdował się w niej jeden meczet oraz dwa kościoły.

Na początku I wojny izraelsko-arabskiej w maju 1948 roku wieś zajęły siły Arabskiej Armii Wyzwoleńczej, które paraliżowały żydowską komunikację w rejonie. W trakcie operacji „Dekel” wojska izraelskie zdobyły wieś w nocy z 14 na 15 lipca. Mieszkańców wysiedlono, a większość domów wyburzono.

## Miejsce obecnie
Na terenie wioski Malul utworzono bazę wojskową Malul, w której znajdują się magazyny Sił Powietrznych Izraela. Natomiast tereny uprawne zajął kibuc Kefar ha-Choresz, a następnie powstałe w 1953 miasto Migdal ha-Emek i utworzona w 1981 wieś komunalna Timrat. Palestyński historyk Walid Chalidi, tak opisał pozostałości wioski Malul: „Teren wsi porasta las sosnowy zasadzony przez Żydowski Fundusz Narodowy i poświęcony pamięci żydowskich osadników. Część obszaru zajmuje baza wojskowa. Na uboczu stoi meczet i dwa kościoły, w których okolicy wypasane są krowy przez mieszkańców kibucu Kefar ha-Choresz. W rejonie Wadi al-Halabi znajduje się izraelska fabryka tworzyw sztucznych. Obszar jest usłany stosami kamieni, pomiędzy którymi rosną kaktusy, drzewa oliwne i figowe. Na muzułmańskim cmentarzu naprzeciwko meczetu zachowało się kilka grobów. W centrum wsi zachowały się także pozostałości kilku domów”.